# エジプト航空エクスプレス
エジプト航空エクスプレス（ - こうくう - 、EgyptAir Express）は、エジプトのコミューター航空会社。2006年に地域的な航空サービスを提供するためのエジプト航空の子会社として設立され、2007年より運航を開始した。2008年6月には親会社であるエジプト航空も加盟する航空連合スターアライアンスのメンバーとなっている。

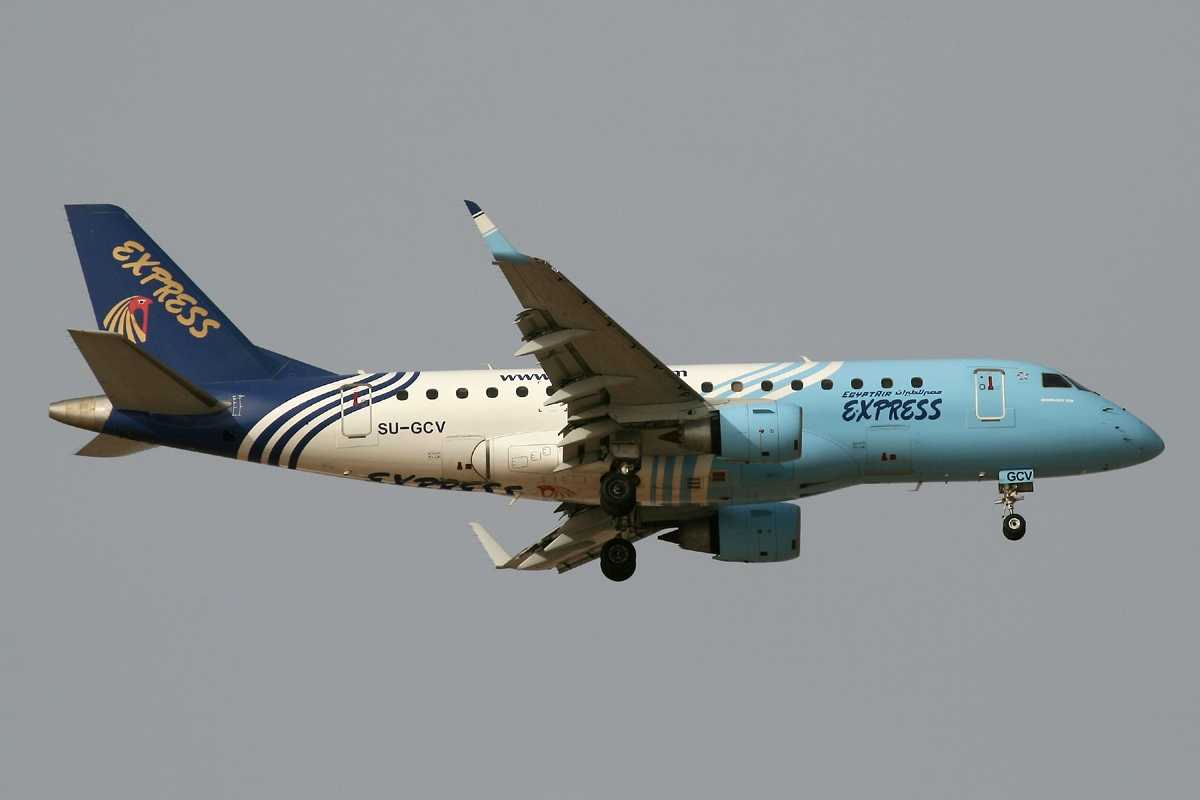
エンブラエル 170-100LR

## 歴史
エジプト航空エクスプレスは小型機による運航頻度の高い国内航空運輸の需要への対応のためにエジプト航空によって設立された子会社である。100%をエジプト航空が所有している。

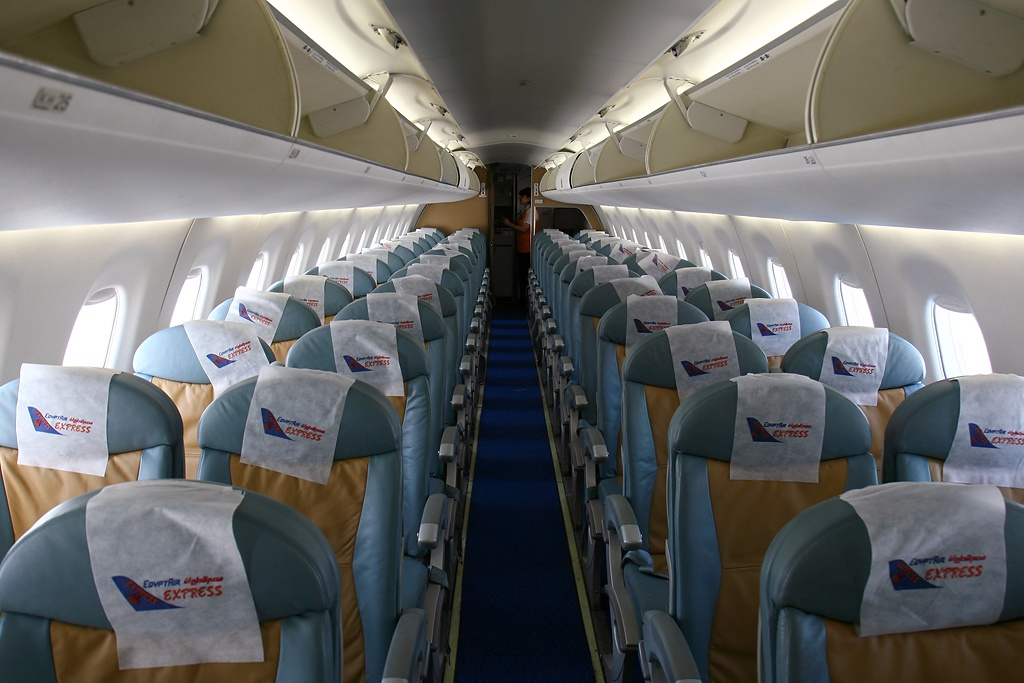
エンブラエル 170の機内

エジプト航空ホールディングス社の会長であるAtef Abdel Hamid Mostafaはエジプト航空エクスプレスについて、「これまでのエジプト航空の国内におけるサービスはあまりにも朝早い便か、逆に夜遅すぎる便がほとんどだった。これは、国内線で使用される機体が国際線で使用される大型のものをそのまま運航にあてていたことが一因であると考えられる。国内の就航地それぞれに対して需要に合った輸送量を高い頻度で提供するようになるために、エジプト航空は新たな中核事業として地域輸送を担う子会社を設立することを決めた。」と語っている。

## 就航都市
国内線
- エジプト
  - カイロ
  - アレクサンドリア（ボルグ・エル・アラブ空港）
  - ルクソール（ルクソール国際空港）
  - シャルム・エル・シェイク（シャルム・エル・シェイク国際空港）
  - アスワン
  - フルガダ
  - マルサ・アラム
  - マルサ・マトルーフ

国際線
- サウジアラビア
  - ジッダ（⇔シャルム・エル・シェイク）
- カタール
  - ドーハ（⇔シャルム・エル・シェイク）
- マルタ
  - バレッタ（⇔カイロ）

## 保有機材
- エンブラエル 170  　6機(＋6機注文中)